# Typ Herbrand (tramwaje w Łodzi)
Herbrand – popularna nazwa wagonów tramwajowych silnikowych i doczepnych.
Pod koniec XIX wieku grupa łódzkich przemysłowców na czele z Juliuszem Kunitzerem uzyskała koncesję na działalność łódzkich tramwajów elektrycznych, pierwszych w Królestwie Polskim (zabór rosyjski). Uruchomiono je 23 grudnia 1898. Pierwsze 4 linie tramwajowe przejeżdżały ulicą Piotrkowską. Na potrzeby prowadzenia komunikacji tramwajowej w Łodzi silnikowe i doczepne wagony tramwajowe zostały zakupione w wyspecjalizowanej niemieckiej fabryce Herbrand w Kolonii – Wagonfabrik A. G. vorm. Paul Herbrand et C-ie. Köln-Ehrenfeld.

## Zakup wagonów
W pierwszych wagonach silnikowych montowano po dwa elektryczne silniki napędowe o mocy 19 kW każdy, produkowane przez AEG typu VNB-125, dlatego wagony te tramwajarze nazwali Herbrand VNB-125. Było ich 50. W latach 1909–1915 kupiono kolejną partię 39 wagonów silnikowych o silnikach większej mocy, 24 kW każdy, typu U-107c. Wagony te nazywano Herbrand U-107c, Herbrand UC lub „kuc”. Wagony te miały prawie identyczny kształt i wymiary, różniły się konstrukcją podwozia – Herbrand VNB-125, resorowany, na krańcach wózka jezdnego podwozia widać było charakterystyczne sprężyny. Różnica była także w liczbie i kształcie okien – na obydwu bokach Herbrand VNB-125 miał 5 okien zaokrąglonych u góry, zaś Herbrand U-107c miał 4 okna prostokątne. Przed I wojną światową sprowadzono także trzeci typ wagonów z silnikami o mocy 31 kW typu GE-58, stąd nazwa tych wagonów – Herbrand GE-58.

## Dane techniczne
Wagony były dwuosiowe. Wszystkie trzy typy miały drewnianą konstrukcję pudła wagonu. Wagony miały długość 7800 mm (jedynie egzemplarze z 1911 roku były o 180 mm krótsze), szerokość pudła 2050 mm (przy rozstawie szyn 1000 mm), wysokość od szyny 3245 mm i masę własną ok. 8000 kg. Zasilanie tramwaju z górnej sieci odbywało się przy pomocy pałąka, zakończonego odbierakiem typu rolkowego („kółkiem”), prąd płynął przez silniki i koła do szyny połączonej z ziemią, i tak zamykał się obwód elektryczny – w elektrowni tramwajowej też jeden biegun był uziemiony. Pomosty wagonów były niczym nie osłonięte, motorniczy był narażony na wszelkie wpływy atmosferyczne, z których najdokuczliwsze były mróz, deszcz i wiatr.
Pierwsza zajezdnia tramwajowa powstała przy ul. Nowo-Wysokiej, prawie natychmiast przemianowanej na ulicę Tramwajową, a tramwaje wyjeżdżały z niej ul. Dzielną (obecnie ul. Gabriela Narutowicza).

## Sterowanie
Motorniczy prowadził tramwaj stojąc przez całą trasę. Trójnożne metalowe stołki o niewielkich drewnianych siedziskach wprowadzono w 1936 i motorniczy mógł początkowo na nich przysiąść dopiero w końcowym odcinku trasy.
Wagony Herbrand nie były ogrzewane. Nie miały kierunkowskazów ani świateł hamowania. Motorniczy dla celów ostrzegawczych posługiwał się ręcznym dzwonkiem osadzonym na korbie hamulca. Dzwonek uruchamiany mechanicznie nogą wprowadzono dopiero po I wojnie światowej w innych polskich silnikowych wagonach tramwajowych, m.in. typu Lilpop.
Pasażerowie siedzieli tyłem do okien na drewnianych długich ławkach umocowanych pod ścianami wzdłuż wagonu. Na dwóch ławkach mogło usiąść 20 pasażerów oraz dodatkowo na stojąco mogło jechać 24 pasażerów. Wnętrze wagonu po zmroku było oświetlone żarówkami elektrycznymi.
Tramwaje były dwustronne i dwukierunkowe, to znaczy miały dwie pary wejść po obu bokach, z przodu i z tyłu oraz dwa równorzędne stanowiska dla motorniczego z przodu i z tyłu wagonu. Było to konieczne, bo do lat 40. nie było pętli, a stosowano jedynie tor objazdowy (tzw. weksel) by wagon silnikowy mógł ustawić się przed wagonem doczepnym po zmianie kierunku jazdy.

## Oznakowanie
Na cmentarz żółta trójka wiedzie,

do domu szóstka granatowa,

Zieloną czwórką się dojedzie

Do zielonego Helenowa

(...)
Piątka, spod lasu, też zielona

lecz białym pasem przedzielona;

(...)
Dziesiątka jest niebiesko-biała,

Dwójka czerwienią fabryk pała,

(...)
Już nie pamiętam jak ósemka...

Żółta z niebieskim? Czy w pasemka?

Tramwaje poszczególnych linii były oznakowane dużymi kwadratowymi tarczami w różnych barwach umieszczonymi z przodu i z tyłu na dachu wagonu; był to system zrozumiały dla wszystkich – w Łodzi była duża liczba analfabetów. Dopiero po 1901 tarcze uzupełniono cyfrowymi oznaczeniami i ten sposób utrzymał się do końca lat 20. XX w.
To oznakowanie zostało wymienione w poemacie poświęconym Łodzi.

## Wagony doczepne
Herbrandy eksploatowano z doczepami o podobnym nadwoziu do wagonów silnikowych, bez własnego napędu, ale wyposażonych hamulce ręczne. Doczepy pochodziły z różnych wytwórni: Petersburskiego Towarzystwa Budowy Wagonów (tzw. typ petersburski); zakładów Feniks w Rydze (tzw. typ ryski) i Les Ateliers Mètallurgigues, Atelers á Tubize, Nivelles & La Sambre (tzw. typ belgijski). W latach dwudziestych XX w. część wagonów silnikowych Herbrand przebudowano w warsztatach KEŁ na doczepne, które często eksploatowano w składach z wagonami silnikowymi nowszych typów. Wszystkie te wagony doczepne, podobnie jak silnikowe, były dwuosiowe.
W początkowym okresie wagony doczepne były I klasy – wyposażone w firanki w oknach i miękkie siedzenia. Przejazd nimi był droższy o 3 kopiejki (przejazd w II klasie kosztował 5 kopiejek). Łodzianie jednak przedłożyli koszt nad wygodę – wagonami I klasy jeździło niewielu pasażerów, zaś w wagonach silnikowych (które były tylko II klasy) panował tłok. W krótkim więc czasie zlikwidowano wszystkie wagony I klasy i odtąd na liniach miejskich KEŁ (Kolej Elektryczna Łódzka) jeździły wyłącznie wagony II klasy.
Doczepki Herbrand definitywnie zniknęły z ulic Łodzi w 1961.

## Wagon sanitarny

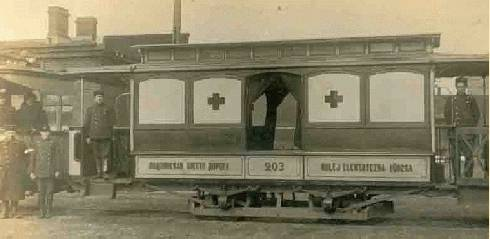
Wagon sanitarny 1914 r.

Na początku I wojny światowej niemiecki okupant nakazał KEŁ przebudowanie kilku wagonów silnikowych Herbrand na wagony sanitarne, aby nimi przewozić rannych z Dworca Fabrycznego do szpitala przy ul. Pańskiej (obecnie ul. Stefana Żeromskiego, a na tym miejscu stoi duży szpital wojskowy im. WAM). Dodatkowo jeden wagon przebudowano na karawan i wywożono nim na cmentarz zwłoki żołnierzy niemieckich zmarłych w szpitalu w wyniku ran odniesionych w tzw. Bitwie pod Łodzią 1914.
Symbolem mrocznych czasów hitlerowskiej okupacji podczas II wojny światowej był Herbrand U-107c przebudowany na wagon więzienny dla przewozu polskich więźniów na stacje kolejowe. Oprócz niego zwykłymi wagonami przewożono na stacje wysiedlanych Polaków.

## Koniec eksploatacji
Ostatni tramwaj silnikowy Herbrand przestał jeździć po ulicach Łodzi w roku 1958. Niektóre jeździły dłużej, ale przerobione na doczepki. Natomiast w 1973 odrestaurowano w MPK (Miejskie Przedsiębiorstwo Komunikacyjne) wagon silnikowy Herbrand z 1910 i jeździ on do dziś jako wagon historyczny, otwiera parady historycznych tramwajów, jest wynajmowany do przejazdów specjalnych, jeździ jako wagon reklamowy np. Wielkiej Orkiestry Świątecznej Pomocy lub „gra” w filmach. Jest jednym z cennych eksponatów Muzeum Komunikacji Miejskiej w Łodzi (przy ul. Wierzbowej).
Do dawnych wagonów tramwajowych typu Herbrand nawiązuje nazwa nowej, stylowej restauracji, zdobiącej od 2008 centrum pobliskiego Aleksandrowa Łódzkiego. Właściciele planują ustawienie zabytkowego wagonu w pobliżu lokalu.